# Genogramm
Ein Genogramm (Kofferwort aus Genealogie und Diagramm) ist eine Darstellungsform verwandtschaftlicher Zusammenhänge, die vor allem in der Systemischen Familientherapie verwendet wird, um Familienbeziehungen, wiederkehrende Konstellationen und medizinische Vorgeschichte darzustellen und zu evaluieren; es geht inhaltlich weit über einen Familienstammbaum hinaus. Mit einem Genogramm sollen Verhaltensmuster, beziehungsbestimmende psychologische Faktoren und sich innerhalb einer Familie wiederholende Verhaltensweisen visualisiert und anschließend analysiert werden.
Im weiteren Sinn werden Genogramme  bzw. die an ihnen angelehnte Schematisierung auch über familiäre Zusammenhänge hinausgehend beispielsweise zur Sozialen Netzwerkanalyse herangezogen, um Verbindungen, Zusammenhänge und Konfliktlinien in sehr breit gefächerten Themengebieten bis hin zu globalen Verflechtungen von Wirtschaft und Politik zu veranschaulichen.

## Entwicklung
Wegweisend für die heutige Genogrammarbeit waren Monica McGoldrick und Randy Gerson, die 1985 das Buch Genograms: Assessment and Intervention veröffentlichten. Genogramme werden in der Familienforschung, der Medizin, der Psychologie, der Psychiatrie, der Bildung und der Sozialpädagogik eingesetzt. Familienberater nutzten Genogramme für Problemanalysen.
Die französische Psychotherapeutin Anne Ancelin Schützenberger hat das Genogramm zum Genosoziogramm weiterentwickelt, indem sie Elemente aus dem Psychodrama hinzufügte.
In der Form den Genogrammen ähnliche Muster wurden in Deutschland während der NS-Diktatur für „Rassefragen“, vermeintlich vererbte Charaktereigenschaften, Behinderungen oder Suchtmittelabhängigkeit angewendet.

## Darstellung

Symbole in Genogrammen

Genogramme bestehen aus einfachen Symbolen, die wie ein Familienstammbaum angeordnet sind. Ein Symbol steht dabei für ein Familienmitglied. Die Symbole zeigen das Geschlecht und, mit verschiedenen Linien, die Beziehung zu der Familie. Beispielsweise haben adoptierte Kinder und Haustiere eine gestrichelte Linie, Pflegekinder eine gepunktete. Für gewöhnlich steht über dem Symbol das Geburtsdatum (und gegebenenfalls das Todesdatum), darunter der Name. Im Inneren des Symbols steht das Alter oder verschiedene Zeichen, die zum Beispiel Erbkrankheiten, eheähnliche Gemeinschaften, Totgeburten, Schwangerschaftsabbrüche und plötzlichen Kindstod aufzeigen. Genogramme werden klassischerweise vom Berater oder Therapeuten gezeichnet. Es besteht zudem die Möglichkeit, dass die Klienten eine eigene Zeichnung anfertigen. Diese Visualisierung bietet ergänzende Möglichkeiten für die Hypothesenbildung.

## Inhalt

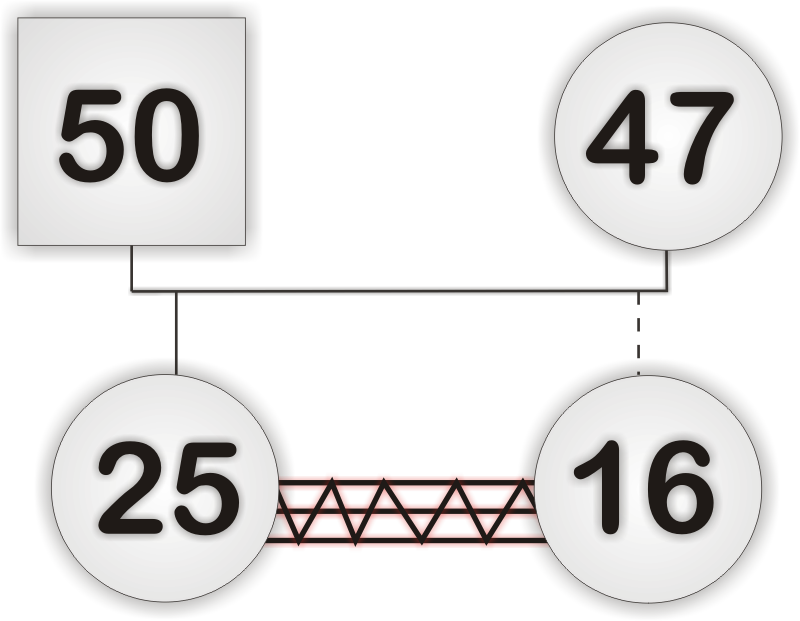
Genogramm einer Familie, bestehend aus 50-jährigem Vater und 47-jähriger Mutter mit zwei Töchtern, die ältere (25 Jahre alt) leiblich, und die jüngere (16 Jahre) adoptiert

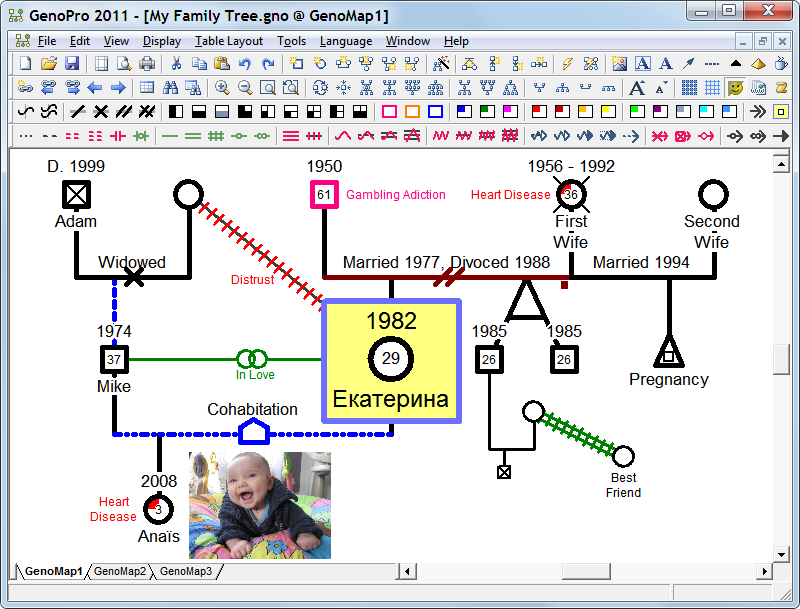
Beispiel-Genogramm einer 1982 geborenen, zum Zeitpunkt der Erstellung (2011) 29 Jahre alten Frau (gelb hervorgehoben im Zentrum), die neben drei Jahre jüngeren Zwillingsbrüdern Tochter aus einer 1988 geschiedenen Ehe mit spielsüchtigem Vater ist. Das Verhältnis zur verwitweten Schwiegermutter ist von Misstrauen belastet. In der Fotografie dargestellt ist die 2008 geborene Tochter der Protagonistin, ein Einzelkind mit angeborener Herzkrankheit, wie sie schon bei der 1992 im Alter von 36 Jahren verstorbenen Großmutter mütterlicherseits diagnostiziert worden war. (englischsprachige Grundlage)

In einem Genogramm werden nicht nur Namen und Geburtsdaten festgehalten, sondern auch, wie diese zueinander stehen. So lassen sich beispielsweise Karrieredaten, innerfamiliäre Konflikte, Krankheiten und Gewohnheiten darstellen.
Ein Vorteil ist, dass in Genogrammen verschiedene Beziehungsarten mit verschiedenen Farben darstellbar sind, etwa verheiratete, geschiedene, getrennt lebende, unverheiratet zusammen lebende und verlobte Paare.
Normalerweise enthalten Genogramme auch Darstellungen von Gefühlen füreinander. Zwei parallele, horizontale grüne Linien zwischen zwei Menschen stehen beispielsweise für Freundschaft, zwei grüne, ineinandergreifende Kreise bedeuten Liebe. Rote Linien stehen meistens für negative Beziehungen wie Hass, Misstrauen und Ablehnung.
Um auch Personen wie Nachbarn, Mitarbeiter bzw. Mitschüler, Vorgesetzte bzw. Lehrer, Pfarrer und ähnliches einzubeziehen, werden manchmal auch diese ins Genogramm eingebaut. So können Genogramme zum Beispiel auch für Firmen erstellt werden.

## Anwendung
In der Familienforschung werden Genogramme verwendet, um das Leben der Familienmitglieder aufzuzeichnen. So können sehr komplexe Familienstammbäume entstehen, die Heiraten und Scheidungen, Adoptionen und andere Familienstrukturen zeigen. Dadurch können Familienforscher interessante Fakten wie Namenshäufungen, Geschwisterrivalitäten oder gar historische Ereignisse wie Migrationen analysieren.
In der Medizin können mit Hilfe von Genogrammen gesundheitliche Zusammenhänge, zum Beispiel Krebsrisiken und vor allem Erbkrankheiten, aufgezeigt werden. Mit diesem Wissen lassen sich genauere medizinische Analysen erarbeiten. Außerdem können so Gesundheitsrisiken entdeckt werden.
Psychologen wenden Genogramme an, um essentielle Informationen zu erlangen und so den Patienten besser beraten beziehungsweise therapieren zu können. Sie können so etwa Konflikte schnell erkennen und auf dieser Basis das Verhalten des Patienten bewerten.
Sozialarbeiter können mithilfe von Genogrammen emotionale Bindungen zwischen Familienmitgliedern und anderen Menschen aus dem sozialen Umfeld erkennen und bewerten. Dadurch zeigt sich beispielsweise der Zusammenhalt der Familie.
Durch Genogramme können Forscher Abläufe zwischen vielen Generationen aufzeigen und verstehen. Dabei werden Genogramme auch für Pflanzen- und Tierspezies entwickelt. Außerdem können so verschiedene Mechanismen und Taktiken, beispielsweise zum Überleben oder Jagen, erkannt werden. Außerdem lassen sich Sozialstrukturen innerhalb von Herden erforschen.
In der Bildung werden Genogramme zur Diskussion von Büchern und zur Darstellung von Familien berühmter Leute angewendet. Durch Genogramme können auch spezielle Details herausgearbeitet werden.